# سوفیا لومباردو
سوفیا لومباردو (ایتالیایی: Sophia Lombardo؛ زادهٔ ۱۴ سپتامبر ۱۹۵۵) بازیگر اهل ایتالیا است.

## زندگی‌نامه
لومباردو از جوانی کار خود را آغاز کرد و در تعدادی از فیلم‌های کمدی سکسی سبک ایتالیایی و وسترن اسپاگتی بازی کرد. او بیشتر برای ایفای نقش آموزگاری به نام «خانم ماتساکوراتی» در دو فیلم از ماجراهای پیترو شناخته می‌شود: پیترو در برابر دیگران  (۱۹۸۱) و پیترو دوباره می‌تازد  (۱۹۸۲). او در سال ۱۹۸۷ از دنیای بازیگری کناره‌گیری کرد.

## گزیدهٔ نقش‌آفرینی‌ها
- فروشگاه بزرگ (۱۹۸۶)
- پیرنو دوباره می‌تازد (۱۹۸۲)
- پیرینو در مقابل همه (۱۹۸۱)
- شکر، عسل و فلفل (۱۹۸۰)
- مانایا (۱۹۷۷)
- سنبله، ثور، جدی (۱۹۷۷)
- کلاس مختلط (۱۹۷۶)
- سکس با لبخند (۱۹۷۶)